# Мещеряково (Татарстан)
Мещеряково (тат. Карлы) — деревня в Буинском районе Республики Татарстан, административный центр и единственный населённый пункт Мещеряковского сельского поселения.

## География
Деревня находится на реке Карла, расположена смежно южной части районного центра, города Буинска. Через деревню проходят автомобильные дороги: федерального значения Р241 «Казань — Ульяновск» и регионального значения 16К-0612 «Вольный Стан - Киять - Яшевка».

## История
В окрестностях деревни выявлены археологические памятники – Мещеряковские поселения I и II (срубная культура).
Деревня известна с 1662 года. До 1859 года носила название Байбулатово.
В XVIII – первой половине XIX века жители относились к категории государственных крестьян, выполняли лашманскую повинность. Основные занятия жителей в этот период – земледелие и скотоводство, был распространён извоз.
В «Списке населенных мест по сведениям 1859 года», изданном в 1863 году, населённый пункт упомянут как лашманская деревня Байбулатово (Мещеряки) 2-го стана Буинского уезда Симбирской губернии. Располагалась на правом берегу реки Карлы, по левую сторону почтовой дороги из Симбирска в Казань, в 2 верстах от уездного города Буинска и в 50 верстах от становой квартиры в удельной деревне Шихарданы. В деревне в 66 дворах жили 557 человек (275 мужчин и 282 женщины). Была мечеть.
В начале XX века функционировали 2 мечети, медресе. В этот период земельный надел сельской общины составлял 1350,3 десятины.
В 1930 году в деревне организован колхоз «Кызыл Йолдыз». В 1933 году — открыта начальная школа.
До 1920 года деревня входила в Старо-Студенецкую волость Буинского уезда Симбирской губернии. С 1920 года в составе Буинского кантона ТАССР. С 10 августа 1930 года в Буинском районе.

## Население
| 1795  | 1859 | 1880 | 1897 | 1910  | 1913  | 1920 |
| ----- | ---- | ---- | ---- | ----- | ----- | ---- |
| 215   | ↗557 | ↗707 | ↗835 | ↗1018 | ↗1250 | ↘916 |
| 1926  | 1938 | 1949 | 1958 | 1970  | 1979  | 1989 |
| ↗1012 | ↘990 | ↘921 | ↗932 | ↗990  | ↘912  | ↘747 |
| 2002  | 2010 | 2012 | 2013 | 2014  | 2015  | 2016 |
| ↗843  | ↘794 | ↘776 | ↗793 | ↗795  | ↘779  | ↘768 |
| 2017  |      |      |      |       |       |      |
| ↗780  |      |      |      |       |       |      |

Национальный состав деревни: татары.

## Экономика
Жители работают преимущественно в ООО «Дружба», ООО «Гидросервис», Буинском лесхозе, занимаются полеводством, мясным скотоводством.

## Социальные объекты
В селе действуют неполная средняя школа, детский сад, дом культуры, библиотека, фельдшерско-акушерский пункт.

## Религиозные объекты
Мечеть (с 1997 года).